# Tanglewood International Tennis Classic
Il Tanglewood International Tennis Classic è stato un torneo di tennis facente parte del Grand Prix giocato dal 1971 al 1973 a Clemmons negli Stati Uniti su campi in terra verde.

## Albo d'oro

### Singolare
| Anno | Vincitore    | Finalista         | Punteggio     |
| ---- | ------------ | ----------------- | ------------- |
| 1971 | Jaime Fillol | Željko Franulović | 4–6, 6–4, 7–6 |
| 1972 | Bob Hewitt   | Andrew Pattison   | 3–6, 6–3, 6–1 |
| 1973 | Jaime Fillol | Gerald Battrick   | 6–2, 6–4      |

### Doppio
| Anno | Vincitori                    | Finalisti                      | Punteggio |
| ---- | ---------------------------- | ------------------------------ | --------- |
| 1971 | Jim McManus Jim Osborne      | Jeff Austin Jimmy Connors      | 6–2 6–4   |
| 1972 | Bob Hewitt Andrew Pattison   | Jim McManus Jim Osborne        | 6–4, 6–4  |
| 1973 | Bob Carmichael Frew McMillan | Ismail El Shafei Brian Fairlie | 6–3, 6–4  |